# Лу и Кукаро Монферато
Лу̀ и Кука̀ро Монфера̀то (на италиански: Lu e Cuccaro Monferrato) е община в Северна Италия, провинция Алесандрия, регион Пиемонт. Административен център на общината е село Лу (Lu), което е разположено на 307 m надморска височина. Населението на общината е 1430 души (към 2019 г.).
Общината е създадена в 1 януари 2019 г. Тя се състои от предшествуващите общини Лу и Кукаро Монферато.